# 장재성 (광주광역시의원)
장재성(張在成, 1963년 10월 19일 ~ )은 대한민국의 정치인이다. 광주 서구의원, 광주광역시의원을 지냈다.

## 학력
- 숭의과학기술고등학교
- 광주대학교 세무경영학과
- 광주대학교 대학원 세무경영학 석사과정 수료
- 전남대학교 일반대학원 호남학과 박사과정 재학

## 역대 선거 결과
|  | 22.33% |

|  | 22.03% |

|  | 33.5% |

|  | 0% |